# Lowastatyna
Lowastatyna (łac. lovastatinum), monakolina K, mewinolina – wielofunkcyjny organiczny związek chemiczny z grupy statyn pochodzenia naturalnego, produkt fermentacji Aspergillus terreus. Pomimo że nie wykazuje ona aktywności biologicznej, jest prolekiem, gdyż uzyskuje aktywność w wyniku procesów metabolicznych w organizmie, gdy obecny w jego strukturze pierścień laktonowy ulega hydrolizie do kwasu lowastatynowego zawierającego ugrupowanie hydroksykwasowe. Stosowana jest jako lek zmniejszający stężenie lipidów, ma także dodatkowe działanie plejotropowe na układ krążenia poprzez wpływ na czynność śródbłonka, stabilizację blaszek miażdżycowych, hamowanie układu krzepnięcia, stymulację układu fibrynolizy, hamowanie reakcji zapalnych oraz działanie immunomodulacyjne.
Lowastatyna występuje także w niektórych produktach żywnościowych, na przykład boczniaku ostrygowatym oraz fermentowanym czerwonym ryżu.
Jej syntetycznym analogiem jest symwastatyna, zawierająca dodatkową grupę metylową, natomiast inna naturalna statyna, mewastatyna, ma o jedną grupę metylową mniej niż lowastatyna.

## Występowanie

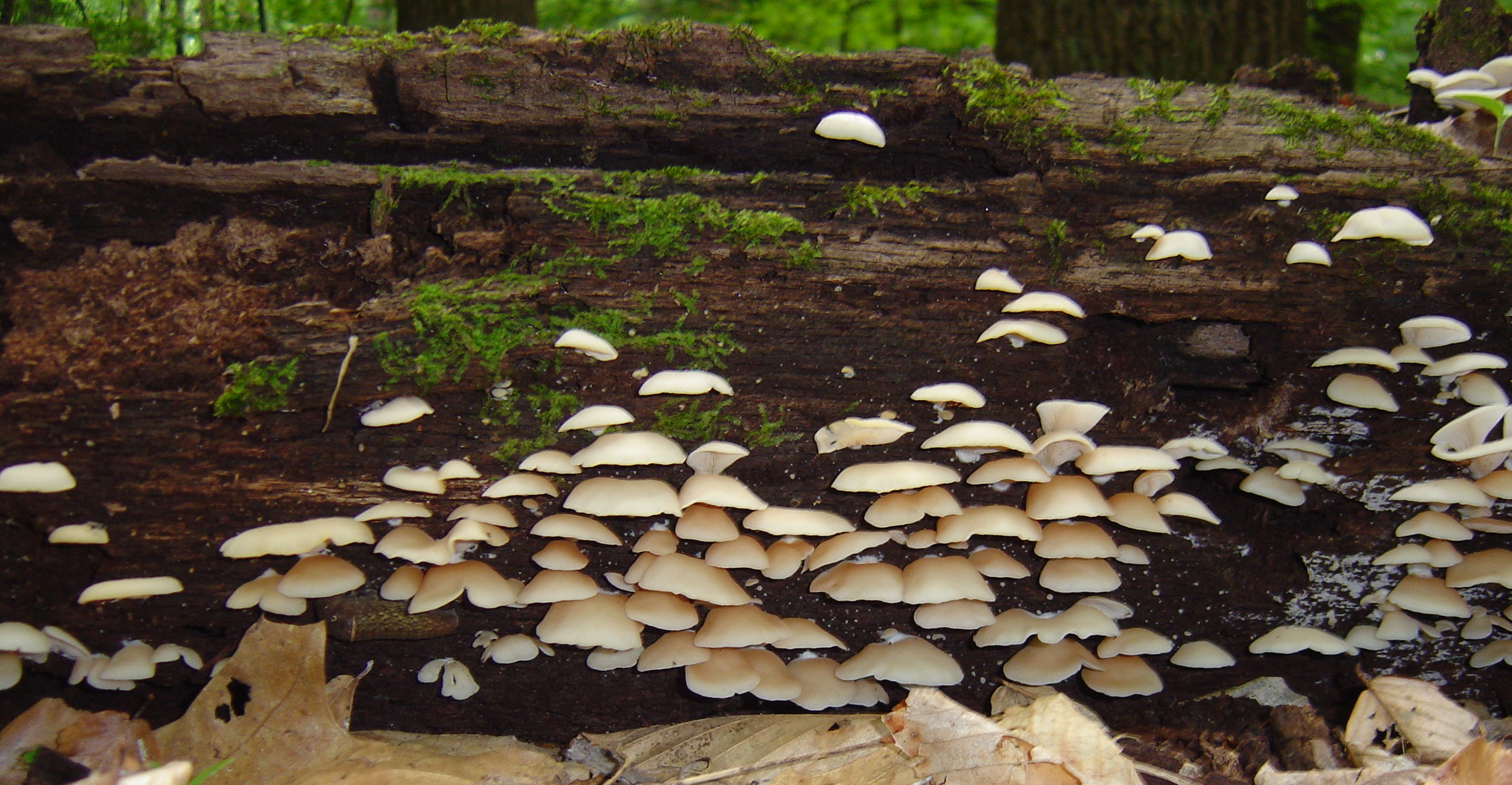
Boczniak ostrygowaty

Lowastatyna jest produktem fermentacji Aspergillus terreus, występuje również w boczniaku ostrygowatym oraz fermentowanym czerwonym ryżu.

### Aspergillus terreus
Aspergillus terreus jest grzybem pleśniowym z rodziny Trichocomaceae, występującym na całym świecie na rozkładających się roślinach, kompoście oraz kiszonkach z traw i siana. Powoduje ostre i przewlekłe inhalacyjne zakażenia dróg oddechowych u ludzi (aspergiloza oraz płuco farmera).

### Boczniak ostrygowaty
Boczniak ostrygowaty jest grzybem jadalnym, o cenionym smaku, szeroko rozprzestrzenionym w stanie naturalnym oraz uprawianym na skalę przemysłową. W warunkach naturalnych rośnie na martwych pniach drzew i występuje na wszystkich kontynentach z wyjątkiem Antarktydy, natomiast hodowany jest na słomie kukurydzy i innych zbóż.

### Sfermentowany czerwony ryż
Sfermentowany czerwony ryż powstaje w procesie fermentacji ryżu przy użyciu grzyba pleśniowego z gatunku Monascus purpureus. Grzyby te są naturalnymi składnikami tradycyjnej kuchni chińskiej, między innymi kaczki po pekińsku.

## Historia
W 1959 w Instytucie Molekularnej Biologii Komórki i Genetyki im. Maxa Plancka odkryto enzym reduktazę HMG-CoA, pełniący kluczową rolę w szlaku metabolicznym syntezy cholesterolu. W latach 60. XX wieku ustalono, iż wątroba nawet przy diecie bezcholesterolowej jest w stanie zwiększyć swoją zdolność do syntezy cholesterolu w stopniu wystarczającym na pokrycie potrzeb całego organizmu. W 1973 roku zespół Akiry Endō po przebadaniu ponad 6 tys. mikroorganizmów, głównie grzybów strzępkowych, wykazał, że substancja ML-236B (mewastatyna) wydzielana przez Penicillium citrinum ma właściwości obniżania poziomu cholesterolu oraz lipoproteiny niskiej gęstości (LDL) w surowicy zwierząt laboratoryjnych i ludzi, jednakże badania na zwierzętach wykazały jej potencjalną toksyczność. W 1978 zespół Alfreda Albertsa wyizolował z produktów fermentacji Aspergillus terreus nowy związek o zbliżonej budowie, któremu nadano nazwę mewinolina. W tym samym czasie Akira Endō wyizolował i opatentował (1979) statynę o nazwie monakolina K z pleśni Monascus ruber. Pod koniec roku 1979 uzgodniono, że mewinolina i monakolina K są w rzeczywistości tym samym związkiem. Obecnie nazywany jest on zazwyczaj lowastatyną. 4 listopada 1980 lowastatyna została opatentowana w Stanach Zjednoczonych (nr patentu US 4.231.938). Za autorów wynalazku zostali uznani Richard Monaghan, Alfred Alberts, Carl Hoffman oraz George Albers-Schonberg, natomiast właścicielem praw została Merck & Co., Inc. Lowastatyna jako pierwsza statyna została wprowadzona na rynek farmacetyczny w 1987 pod nazwą Mevacor.

## Budowa
Lowastatyna zbudowana jest z układu zredukowanego 1-naftolu zestryfikowanego kwasem 2-metylomasłowym i zawierający boczny łańcuch zakończony pierścieniem δ-walerolaktonu. Od podobnego związku naturalnego, mewastatyny, różni się położeniem I grupy metylowej, a od symwastatyny brakiem jednej grupy metylowej.
W organizmie pierścień laktonowy lowastatyny ulega hydrolizie z wytworzeniem pochodnej zawierającej łańcuch β-hydroksykwasu karboksylowego, która jest właściwą substancją aktywną biologicznie.

## Mechanizm działania
Lowastatynę dostarcza się do organizmu w nieaktywnej formie laktonu (a więc proleku). Ulega on następnie aktywacji do formy czynnej, co następuje głównie w wątrobie. Ma ona postać kwasu podstawionego grupą hydroksylową, powstałego jako produkt rozpadu laktonu.
Proces syntezy cholesterolu przebiega w wielu etapach. Pierwszy z nich to biosynteza mewalonianu. Na początku dzięki tiolazie i syntazie HMG-CoA z reszt acetylowych przenoszonych przez koenzym A powstaje 3-hydroksy-3-metyloglutarylokoenzym A (HMG-CoA). Związek ten jest substratem reduktazy HMG-CoA, która, wykorzystując zredukowaną postać fosforanu dinukleotydu nikotynoamidoadeninowego (NADPH+H+), redukuje go do mewalonianu (stanowiącego substrat kolejnego etapu syntezy cholesterolu). Aktywność tego enzymu hamują w warunkach naturalnych kwasy żółciowe, cholesterol i sam mewalonian. Jest to kluczowy w tym procesie enzym, którego aktywność ogranicza szybkość biosyntezy cholesterolu.
Mechanizm działania aktywnych metabolitów lowastatyny opiera się właśnie na specyficznym, kompetytywnym i odwracalnym hamowaniu reduktazy HMG-CoA, co następuje natychmiast po wniknięciu do komórki wątrobowej. Blokowanie syntezy cholesterolu powoduje spadek jego stężenia. Cholesterol uczestniczy w regulacji ekspresji wielu genów poprzez łączenie się z białkami wiążącymi sterolowe elementy regulacyjne, SREBP. Skutkiem tego jest nasilenie transkrypcji genu kodującego receptor dla lipoprotein niskiej gęstości (LDL), wzrost liczby receptorów kodowanych przez ten gen na powierzchni błony komórkowej i zwiększenie wychwytu z krwi lipoprotein niskiej oraz pośredniej gęstości. Biologicznym efektem tego mechanizmu jest rozpoczęcie działania lowastatyny po 2 tygodniach, natomiast pełny efekt występuje po 4–6 tygodniach od pierwszej dawki.

## Właściwości

### Właściwości fizyczne
Lowastatyna jest niehigroskopijnym proszkiem, słabo rozpuszczalnym w wodzie (0,004 mg/ml), natomiast dobrze rozpuszczalnym w metanolu, etanolu, acetonitrylu, DMF, izopropanolu oraz chloroformie.

### Właściwości chemiczne
Podczas ekspozycji na promieniowanie słoneczne (lub naświetlaniu światłem sztucznym o zbliżonej charakterystyce) nie zostały wykryte produkty ewentualnej fotodegradacji (podobnie odporna okazała się symwastatyna), jednak zachodzi odwracalna hydroliza pierścienia laktonowego. Nie jest natomiast odporna na naświetlanie twardszym ultrafioletem o λ = 254 nm, pod wpływem którego ulega stopniowej degradacji (ok. 10%/h). W wodzie nawet bez naświetlania i w warunkach obojętnych ulega powolnej hydrolizie, której szybkość znacząco wzrasta w środowisku zasadowym.
Rodnik hydroksylowy, HO•
 (generowany w wodzie poprzez naświetlanie światłem UV w obecności TiO2 jako katalizatora), powoduje dość szybką degradację lowastatyny.
Badania nad degradacją statyn prowadzone były w kontekście ich eliminacji ze ścieków komunalnych i przemysłowych, w których mogą stanowić poważne źródło zanieczyszczenia środowiska z powodu ich masowej produkcji i stosowania.

## Farmakokinetyka i metabolizm
Podana doustnie wchłania się z przewodu pokarmowego w 30% i podlega efektowi pierwszego przejścia. W wyniku intensywnego metabolizmu wątrobowego dostępność biologiczna lowastatyny wynosi 5% pod postacią aktywnych metabolitów, głównie w formie kwasu lowastatynowego, ponadto generowana jest jego 6-hydroksypochodna. Kwas lowastatynowy jest β-hydroksykwasem, który powstaje w wyniku hydrolizy pierścienia laktonowego lowastatyny i jest właściwym inhibitorem reduktazy HMG-CoA. Maksymalne stężenie we krwi osiąga po 2–4 godzinach, po 24 godzinach od podania dawki maleje do 10% tej wartości. W około 95% wiąże się z albuminami. Czas półtrwania wynosi 2–4 godziny. Lowastatyna jest związkiem lipofilnym, dlatego jest podatna na metabolizm z udziałem cytochromu P450 i może przenikać do komórek wątrobowych na drodze dyfuzji biernej. Lipofilność cząsteczki ułatwia też przenikanie lowastatyny do ośrodkowego układu nerwowego oraz innych narządów, co może powodować większą liczbę działań niepożądanych. Lowastatyna jest metabolizowana w wątrobie i ścianach jelita, głównie poprzez utlenianie przez cytochrom P450 3A4 do różnych produktów. Lowastatyna nie jest inhibitorem cytochromu P450, natomiast jest jego słabym induktorem.

## Zastosowania

### Wskazania rejestracyjne
- Leczenie pierwotnej hipercholesterolemii (typu II, a i lI b) w skojarzeniu z odpowiednią dietą, w celu zmniejszenia stężenia cholesterolu całkowitego i cholesterolu LDL u pacjentów, u których sama dieta i inne metody leczenia niefarmakologicznego nie dały zadowalających rezultatów[36][37][38].
- Leczenie miażdżycy tętnic wieńcowych jednocześnie z odpowiednią dietą w celu zapobiegania powiększeniu się istniejących zmian miażdżycowych oraz zmniejszenia ilości nowo powstałych blaszek miażdżycowych u pacjentów ze zwiększonym stężeniem cholesterolu w surowicy, u których sama dieta nie dała zadowalających rezultatów[36][37][38].

### Wskazania pozarejestracyjne
- Ciężka wtórna hipercholesterolemia u dzieci w wieku od 10 do 18 roku życia (z wysokim ryzykiem powikłań sercowo-naczyniowych oraz przy braku skuteczności leczenia niefarmakologicznego) w następujących stanach klinicznych:
  - niewydolności nerek lub zespołu nerczycowego
  - cukrzycy typu I (z towarzyszącą mikroalbuminurią lub niewydolnością nerek)
  - u otrzymujących terapię antyretrowirusową
  - po przeszczepianiu narządów[39]

### Wytyczne amerykańskie ACC/AHA 2013
American College of Cardiology (ACC) i American Heart Association (AHA) wydały w 2013 wytyczne postępowania wpływającego na stężenie cholesterolu we krwi.
W dwóch grupach pacjentów zalecono leczenie o umiarkowanej intensywności (docelowe zmniejszenie LDL-C o 30–49%), do którego zaliczono także kurację lowastatyną w dawce 40 mg:
- chorzy z cukrzycą w wieku 40–75 lat ze stężeniem LDL-C 70–189 mg/dl (1,8–4,9 mmol/l) bez dowodów na chorobę sercowo-naczyniową (jeżeli jednak u takiego chorego wyliczone według kalkulatora ryzyka będącego integralną częścią tych wytycznych 10-letnie ryzyko choroby układu krążenia na tle miażdżycy jest wyższe niż 7,5%, należy rozważyć leczenie intensywne);
- osoby bez choroby sercowo-naczyniowej i bez cukrzycy, w wieku 40–79 lat, ze stężeniem LDL-C 70–189 mg/dl (1,8–4,9 mmol/l) i 10-letnim ryzykiem choroby sercowo-naczyniowej na tle miażdżycy wyliczonego według kalkulatora ryzyka będącego integralną częścią tych wytycznych ≥ 7,5% – należy stosować leczenie umiarkowane lub intensywne[40].

### Stosowanie suplementów diety
Stosowanie suplementów diety na bazie ryżu poddanego fermentacji grzybami Monascus purpureus zawierających lowastatynę (monakolinę) jest dyskusyjne i w chwili obecnej powinno być ograniczone do pacjentów z nietolerancją statyn oraz do pacjentów z grup niskiego ryzyka (SCORE < 5 punktów), u których nie uzyskano pełnej normalizacji poziomów lipidów pomimo stosowania odpowiedniej diety oraz modyfikacji stylu życia. Polskie Towarzystwo Kardiologiczne dostrzega pewne korzyści ze stosowania tych preparatów, jednakże ich bezpieczeństwo wynikające z długotrwałego stosowania nie jest udokumentowane. Opinia naukowa dotycząca zasadności oświadczenia zdrowotnego dotyczącego monakoliny K w sfermentowanym czerwonym ryżu wydana dla Europejskiej Agencji Leków stwierdza, iż wykazano związek przyczynowo-skutkowy pomiędzy spożywaniem monakoliny K w preparatach ze sfermentowanego czerwonego ryżu a utrzymaniem prawidłowego stężenia cholesterolu LDL we krwi, a w celu uzyskania deklarowanego działania osoby dorosłe z populacji ogólnej powinny spożywać dziennie 10 mg monakoliny K z preparatów ze sfermentowanego czerwonego ryżu. W USA sprzedaż produktów zawierających monakolinę jest zabroniona i FDA wydała oficjalne ostrzeżenie podkreślając ryzyko interakcji lekowych oraz możliwego wystąpienia miopatii.

## Interakcje
Jednoczesne leczenie lowastatyną, która jest metabolizowana przez izoenzym CYP3A4 cytochromu P450, i jego silnymi inhibitorami powoduje wzrost jej stężenia w osoczu oraz zwiększa ryzyko wystąpienia miopatii i rabdomiolizy. Badania dotyczące interakcji leków przeprowadzono wyłącznie u dorosłych:
- Acenokumarol – jednoczesne leczenie acenokumarolem i lowastatyną może podwyższać INR, należy oznaczyć INR przed rozpoczęciem leczenia lowastatyną oraz przy każdej zmianie dawki lowastatyny, po ustaleniu się stabilnego poziomu INR można powrócić do rytmu kontroli INR ustalonego przed włączeniem lub zmianą dawki lowastatyny,
- Amiodaron – nie należy stosować lowastatyny w dawce wyższej niż 40 mg/dobę, poza przypadkami, w których korzyść kliniczna może przewyższać zwiększone ryzyko wystąpienia miopatii i rabdomiolizy,
- Amprenawir – stosowanie z lowastatyną jest przeciwwskazane w związku ze zwiększonym ryzykiem miopatii i rabdomiolizy (silny inhibitor CYP3A4),
- Atazanawir – stosowanie z lowastatyną jest przeciwwskazane w związku ze zwiększonym ryzykiem miopatii i rabdomiolizy (silny inhibitor CYP3A4),
- Bezafibrat – nie stwierdzono interakcji farmakokinetycznych i farmakodynamicznych[42],
- Boceprewir(inne języki) – stosowanie z lowastatyną jest przeciwwskazane w związku ze zwiększonym ryzykiem miopatii i rabdomiolizy (silny inhibitor CYP3A4)[43],
- Chloropropamid(inne języki) – nie stwierdzono interakcji farmakokinetycznych i farmakodynamicznych,
- Cyprofibrat – można stosować lowastatynę w przypadkach, w których korzyść kliniczna może przewyższać zwiększone ryzyko wystąpienia miopatii i rabdomiolizy,
- Cyklosporyna – stosowanie z lowastatyną jest przeciwwskazane w związku ze zwiększonym ryzykiem miopatii i rabdomiolizy,
- Danazol – można stosować lowastatynę w dawce nie wyższej niż 20 mg/dobę, w przypadkach, w których korzyść kliniczna może przewyższać zwiększone ryzyko wystąpienia miopatii i rabdomiolizy,
- Darunawir – stosowanie z lowastatyną jest przeciwwskazane w związku ze zwiększonym ryzykiem miopatii i rabdomiolizy (silny inhibitor CYP3A4),
- Digoksyna – nie stwierdzono interakcji farmakokinetycznych i farmakodynamicznych,
- Diltiazem – można stosować lowastatynę w dawce nie wyższej niż 20 mg/dobę, w przypadkach, w których korzyść kliniczna może przewyższać zwiększone ryzyko wystąpienia miopatii i rabdomiolizy,
- Dronedaron(inne języki) – można stosować lowastatynę w dawce nie wyższej niż 20 mg/dobę, w przypadkach, w których korzyść kliniczna może przewyższać zwiększone ryzyko wystąpienia miopatii i rabdomiolizy.
- Efawirenz – stosowanie z lowastyną powoduje zmniejszenie osoczowej aktywności hamującej reduktazę HMG-CoA[44]
- Erytromycyna – stosowanie z lowastatyną jest przeciwwskazane w związku ze zwiększonym ryzykiem miopatii i rabdomiolizy (silny inhibitor CYP3A4),
- Etofibrat – można stosować lowastatynę w przypadkach, w których korzyść kliniczna może przewyższać zwiększone ryzyko wystąpienia miopatii i rabdomiolizy,
- Fenofibrat – można stosować lowastatynę w przypadkach, w których korzyść kliniczna może przewyższać zwiększone ryzyko wystąpienia miopatii i rabdomiolizy,
- Fosamprenawir(inne języki) – stosowanie z lowastatyną jest przeciwwskazane w związku ze zwiększonym ryzykiem miopatii i rabdomiolizy (silny inhibitor CYP3A4),
- Gemfibrozyl – stosowanie z lomwastatyną jest przeciwwskazane w związku ze zwiększonym ryzykiem miopatii i rabdomiolizy,
- Glipizyd – nie stwierdzono interakcji farmakokinetycznych i farmakodynamicznych,
- Indinawir – stosowanie z lowastatyną jest przeciwwskazane w związku ze zwiększonym ryzykiem miopatii i rabdomiolizy (silny inhibitor CYP3A4),
- Itrakonazol – stosowanie z lowastatyną jest przeciwwskazane w związku ze zwiększonym ryzykiem miopatii i rabdomiolizy (silny inhibitor CYP3A4),
- Ketokonazol – stosowanie z lowastatyną jest przeciwwskazane w związku ze zwiększonym ryzykiem miopatii i rabdomiolizy (silny inhibitor CYP3A4),
- Klarytromycyna – stosowanie z lowastatyną jest przeciwwskazane w związku ze zwiększonym ryzykiem miopatii i rabdomiolizy (silny inhibitor CYP3A4),
- Klofibrat – można stosować lowastatynę w przypadkach, w których korzyść kliniczna może przewyższać zwiększone ryzyko wystąpienia miopatii i rabdomiolizy,
- Klofibryd – można stosować lowastatynę w przypadkach, w których korzyść kliniczna może przewyższać zwiększone ryzyko wystąpienia miopatii i rabdomiolizy,
- Kolchicyna – opisano pojedyncze przypadki występowania miopatii przy jednoczesnym stosowaniu lowastatyny i kolchicyny,
- Kobicystat(inne języki) – stosowanie z lowastatyną jest przeciwwskazane w związku ze zwiększonym ryzykiem miopatii i rabdomiolizy (silny inhibitor CYP3A4),
- Lopinawir – stosowanie z lowastatyną jest przeciwwskazane w związku ze zwiększonym ryzykiem miopatii i rabdomiolizy (silny inhibitor CYP3A4),
- Nefazodon(inne języki) – stosowanie z lowastatyną jest przeciwwskazane w związku ze zwiększonym ryzykiem miopatii i rabdomiolizy (silny inhibitor CYP3A4),
- Nelfinawir(inne języki) – stosowanie z lowastatyną jest przeciwwskazane w związku ze zwiększonym ryzykiem miopatii i rabdomiolizy (silny inhibitor CYP3A4),
- Niacyna – jednoczesne leczenie niacyną w dawce ≥ 1 g/dobę i lowastatyną może powodować rozwój miopatii lub rabdomiolizy,
- Propranolol – nie stwierdzono interakcji farmakokinetycznych i farmakodynamicznych,
- Ranolazyna(inne języki) – można stosować lowastatynę w przypadkach, w których korzyść kliniczna może przewyższać zwiększone ryzyko wystąpienia miopatii i rabdomiolizy[45],
- Rytonawir – stosowanie z lowastatyną jest przeciwwskazane w związku ze zwiększonym ryzykiem miopatii i rabdomiolizy (silny inhibitor CYP3A4),
- Ronifibrat – można stosować lowastatynę w przypadkach, w których korzyść kliniczna może przewyższać zwiększone ryzyko wystąpienia miopatii i rabdomiolizy,
- Sakwinawir – stosowanie z lowastatyną jest przeciwwskazane w związku ze zwiększonym ryzykiem miopatii i rabdomiolizy (silny inhibitor CYP3A4),
- Sok grejpfrutowy – podczas stosowania lowastatyny należy unikać picia soku grejpfrutowego (wypicie 240 ml soku dziennie nie ma istotnego klinicznie wpływu na aktywność lowastatyny, natomiast po wypiciu ponad 1100[36]-1500[46] ml znacząco zwiększa się aktywność lowastatyny),
- Symfibrat – można stosować lowastatynę w przypadkach, w których korzyść kliniczna może przewyższać zwiększone ryzyko wystąpienia miopatii i rabdomiolizy,
- Telaprewir(inne języki) – stosowanie z lowastatyną jest przeciwwskazane w związku ze zwiększonym ryzykiem miopatii i rabdomiolizy (silny inhibitor CYP3A4)[47],
- Typranawir – stosowanie z lowastatyną jest przeciwwskazane w związku ze zwiększonym ryzykiem miopatii i rabdomiolizy (silny inhibitor CYP3A4),
- Telitromycyna – stosowanie z lowastatyną jest przeciwwskazane w związku ze zwiększonym ryzykiem miopatii i rabdomiolizy (silny inhibitor CYP3A4),
- Warfaryna – jednoczesne leczenie warfaryną i lowastatyną może podwyższać INR, należy oznaczyć INR przed rozpoczęciem leczenia lowastatyną oraz przy każdej zmianie dawki lowastatyny; po ustaleniu się stabilnego poziomu INR można powrócić do rytmu kontroli INR ustalonego przed włączeniem lub zmianą dawki lowastatyny,
- Werapamil – można stosować lowastatynę w dawce nie wyższej niż 20 mg/dobę, w przypadkach, w których korzyść kliniczna może przewyższać zwiększone ryzyko wystąpienia miopatii i rabdomiolizy.

## Przeciwwskazania i środki ostrożności

### Przeciwwskazania
Istnieją następujące przeciwwskazania stosowania leku:
- znana nadwrażliwość na lowastatynę lub którykolwiek ze składników pomocniczych,
- czynna choroba wątroby lub utrzymujące się, niewyjaśnione zwiększenie aktywności aminotransferaz w surowicy,
- ciąża i okres karmienia piersią,
- choroby mięśni poprzecznie prążkowanych (miopatie)
- utrudniony odpływ żółci
- jednoczesne leczenie silnymi inhibitorami izoenzymu CYP3A4 cytochromu P450 (itrakonazol, ketokonazol, erytromycyna, klarytromycyna, telitromycyna, amprenawir, atazanawir, indinawir, lopinawir, nelfinawir, rytonawir, sakwinawir, typranawir, nefazodon oraz leków zawierających w swoim składzie kobicystat),
- jednoczesne leczenie mibefradilem, blokerem kanału wapniowego (aktualnie wycofanym z obrotu[48])

### Środki ostrożności
Należy zachować ostrożność u pacjentów z czynnikami predysponującymi do rabdomiolizy
- wiek ≥ 65 lat
- płeć żeńska
- zaburzenia czynności nerek
- zaburzenia czynności wątroby
- niekontrolowana niedoczynność tarczycy
- hipoalbuminemia
- indywidualny lub rodzinny wywiad świadczący o dziedzicznych miopatiach
- wcześniejsze występowanie objawów toksycznych w zakresie układu mięśniowego za zastosowaniu leków z grupy inhibitorów reduktazy HMG-CoA lub fibratów
- polipragmazja
- nadużywanie alkoholu
- używanie amfetaminy, kokainy lub LSD

## Działania niepożądane
Podczas badań klinicznych stwierdzono następujące działania niepożądane:
| Definicje częstości występowania zdarzeń niepożądanych | Definicje częstości występowania zdarzeń niepożądanych |
| ------------------------------------------------------ | ------------------------------------------------------ |
| bardzo często                                          | ≤1/10                                                  |
| często                                                 | ≥1/100 – <1/10                                         |
| niezbyt często                                         | ≥1/1000 – <1/100                                       |
| rzadko                                                 | ≥1/10 000 – <1/1000                                    |
| bardzo rzadko                                          | <1/10 000                                              |

| Układ zgodnie klasyfikacją MedDRA      | Działanie niepożądane   | Częstość występowania |
| -------------------------------------- | ----------------------- | --------------------- |
| Psychiczne                             | zmniejszenie libido     | rzadkie               |
| Układ nerwowy                          | zawroty głowy           | niezbyt częste        |
| Układ nerwowy                          | bóle głowy              | niezbyt częste        |
| Układ nerwowy                          | bezsenność              | rzadkie               |
| Układ nerwowy                          | zaburzenia snu          | rzadkie               |
| Układ nerwowy                          | parestezje              | rzadkie               |
| Układ nerwowy                          | zaburzenia smaku        | rzadkie               |
| Wzrok                                  | zaburzenia widzenia     | częste                |
| Wzrok                                  | podrażnienie oczu       | niezbyt częste        |
| Układ pokarmowy                        | bóle brzucha            | częste                |
| Układ pokarmowy                        | zaparcia                | częste                |
| Układ pokarmowy                        | biegunka                | częste                |
| Układ pokarmowy                        | dyspepsja               | częste                |
| Układ pokarmowy                        | wzdęcia                 | częste                |
| Układ pokarmowy                        | nudności                | częste                |
| Układ pokarmowy                        | zgaga                   | niezbyt częste        |
| Układ pokarmowy                        | wymioty                 | niezbyt częste        |
| Układ pokarmowy                        | suchość w jamie ustnej  | niezbyt częste        |
| Skóra i tkanka podskórna               | wysypka                 | częste                |
| Skóra i tkanka podskórna               | wypadanie włosów        | niezbyt częste        |
| Skóra i tkanka podskórna               | świąd                   | niezbyt częste        |
| Mięśnie szkieletowe i tkanka podskórna | kurcze mięśniowe        | częste                |
| Mięśnie szkieletowe i tkanka podskórna | mialgia                 | częste                |
| Mięśnie szkieletowe i tkanka podskórna | bóle kończyn dolnych    | niezbyt częste        |
| Mięśnie szkieletowe i tkanka podskórna | bóle ramion             | niezbyt częste        |
| Mięśnie szkieletowe i tkanka podskórna | bóle stawów             | niezbyt częste        |
| Mięśnie szkieletowe i tkanka podskórna | miopatia                | rzadkie               |
| Mięśnie szkieletowe i tkanka podskórna | rabdomioliza            | rzadkie               |
| Ogólne i miejscowe                     | osłabienie              | często                |
| Ogólne i miejscowe                     | zmęczenie               | niezbyt częste        |
| Ogólne i miejscowe                     | ból w klatce piersiowej | niezbyt częste        |

### Miopatia i rabdomioliza
Miopatia jest rzadkim (w badaniu EXCEL w grupie 4933 pacjentów otrzymujących dawkę 20–40 mg stwierdzono tylko jeden taki przypadek, natomiast w grupie 1649 pacjentów otrzymujących dawkę 80 mg stwierdzono 4 takie przypadki) powikłaniem leczenia wszystkimi inhibitorami reduktazy HMG-CoA, objawiającą się bólem mięśniowym, tkliwością mięśni lub osłabieniem ich siły z towarzyszącym ponaddziesięciokrotnym zwiększeniem aktywności kinazy kreatynowej. Miopatia czasem przechodzi w rabdomiolizę, której może towarzyszyć ostra niewydolność nerek, spowodowana wydalaniem mioglobiny w moczu.

## Dawkowanie
Dawkowanie w różnych sytuacjach klinicznych przedstawia się następująco:

### Osoby dorosłe
| dawka początkowa | maksymalna dawka | korekta dawki   |
| ---------------- | ---------------- | --------------- |
| 10–20 mg         | 80 mg            | co > 4 tygodnie |

### Pacjenci w podeszłym wieku
Nie ma konieczności dostosowywania dawki leku.

### Dzieci i młodzież
- wiek 10–17 lat
- rozpoznanie – homozygotyczna hipercholesterolemia rodzinna
- chłopcy powyżej I fazy dojrzewania według skali Tannera
- dziewczęta, u których minął co najmniej 1 rok od menarche

| poziom LDL | dodatkowe czynniki ryzyka | wskazanie do leczenia |
| ---------- | --- | --------------------- |
| do 160     | bez znaczenia | nie                   |
| 161–189    | - dodatni wywiad rodzinny w kierunku przedwczesnego wystąpienia chorób układu sercowonaczyniowego lub - dwa lub więcej czynników ryzyka wystąpienia chorób układu sercowonaczyniowego | tak                   |
| ponad 190  | bez znaczenia | tak                   |

| dawka początkowa | maksymalna dawka | korekta dawki   |
| ---------------- | ---------------- | --------------- |
| 10–20 mg         | 40 mg            | co > 4 tygodnie |

### Zaburzenia czynności nerek
Nie ma konieczności dostosowywania dawki lowastatyny u pacjentów z niewielką i umiarkowaną niewydolnością nerek:
| Klirens kreatyniny | Dawkowanie      |
| ------------------ | --------------- |
| 30–80 ml/min       | dawka bez zmian |
| <30 ml/min         | do 20 mg        |

### Zaburzenia czynności wątroby
Lowastatyna jest przeciwwskazana u chorych z:
- aktywną chorobą wątroby
- utrzymującym się, niewyjaśnionym zwiększeniem aktywności aminotransferaz w surowicy, trzykrotnie przewyższające normę

### Sposób zażywania
Lowastatyna jest podawana doustnie, razem z posiłkiem, raz na dobę, wieczorem. Dawka 80 mg powinna być podawana w dwóch równych dawkach podzielonych rano i wieczorem. Przed rozpoczęciem leczenia należy pacjenta poinformować, że w przypadku wystąpienia niewyjaśnionych dolegliwości mięśniowych szczególnie z towarzyszącymi dreszczami i gorączką powinien niezwłocznie zgłosić się do lekarza.

### Przedawkowanie
Nie ma specyficznych zaleceń dotyczących postępowania w przedawkowaniu lowastatyny. W opisanych przypadkach przedawkowania lowastatyny maksymalna przyjęta dawka wynosiła 6000 mg, po której nie wystąpiły żadne swoiste objawy i żaden z pacjentów nie doznał trwałego uszczerbku na zdrowiu.
Leczenie przedawkowania lowastatyny jest jedynie objawowe i podtrzymujące, ze szczególnym monitorowaniem funkcji wątroby. Należy rozważyć wywołanie wymiotów lub płukanie żołądka oraz podanie węgla aktywnego celem zmniejszenia wchłaniania pozostałości leku w przewodzie pokarmowym. Nie ma danych dotyczących skuteczności dializoterapii w zakresie lowastatyny i jej metabolitów u ludzi.

## Preparaty

### Unia Europejska
Preparaty zarejestrowane w Polsce
Liprox, Lovasterol, Lovastin

### Inne kraje
Preparaty zarejestrowane w USA
Mevacor, Lovastatin (różne wersje)